# 李·安妮·威爾森
李·安妮·威爾森（英語：Lee Anne Willson，1947年3月14日—）是一名美國天文學家。

## 早年生活和教育
威爾森於1947年3月14日出生於夏威夷檀香山。威爾森從小就對科學感興趣。身為科學家的女兒，她在青少年時期就開始閱讀科幻小說。高三那年，她想成為一名太空人，但她意識到這個夢想不切實際，因為她視力不好，膝蓋彎曲，而且是女性。因為她仍然想了解太空，所以她決定改當天文學家。
1968年，威爾森獲得哈佛大學物理學學士學位，她在那裡懂得了毅力幾乎與知識同等重要。威爾森想選修高級物理課程，教授強烈建議她不要選，因為她是女性。她對教授的回答是：「週一課堂上見」。1968年至1969年，她作為傅爾布萊特學者和美國-斯堪地納維亞基金會學者在斯德哥爾摩學習。
威爾森曾在密西根大學攻讀研究生，1970年獲得天文學碩士學位，1973年獲得天文學博士學位。在攻讀研究所期間，她舉辦了一個關於蒭藁變星的研討會。她對蒭藁變星的研究變得非常深入，並在愛荷華州立大學任職期間繼續研究蒭藁變星。

## 職業生涯
1973年，威爾森受聘於愛荷華州立大學。威爾森在愛荷華州立大學的終身職位並沒有被天文學組以外的系裡成員完全接受，因為他們中的許多人都認為她是為了保持忙碌才跟著丈夫去教書的。她決定繼續努力改善愛荷華州立大學的天文學計畫。威爾森與另一位科學家史蒂文·希爾（Steven Hill）合作，共同提出蒭藁變星以某種方式脈動的理論。雖然這個理論與其他所有理論相悖，但十年後，它已成為一個被普遍接受的觀點。最近，她在研究主序星在脈動時是否會失去質量。她在學術界也曾擔任其他職務，包括1985年在加拿大理論天文物理研究所擔任訪問學者，2007年在劍橋大學擔任訪問天文學家。她也曾於1991年和2003年至2004年擔任烏普薩拉大學客座教授，1991年和2003年至2004年擔任明尼蘇達大學客座教授，2003年至2004年擔任哈佛大學和哈佛-史密松天體物理中心客座教授。
威爾森在美國天文學會工作了近20年，曾擔任理事會成員（1993年—1996年）、出版委員會成員（2006年—2010年）和副主席（2009年—2012年）。 到2004年10月，她擔任了四屆美國變星觀測者協會]理事、兩屆高級副主席、兩年主席和兩年前主席。1989年至2002年期間，威爾森也是大學天文研究協會的董事會成員。她獲得許多獎項，包括1980年的安妮·坎農天文學獎和2008年美國變星觀測者協會頒發的第40屆功勳獎。她也是科學界女性的堅定支持者。
2020 年，她當選為美國天文學會遺產研究員。

## 個人生活
1969年7月19日，她與愛荷華州立大學數學教授史蒂芬·J·威爾森（Stephen J. Willson）結婚。他們育有兩個孩子：肯德拉（Kendra）和傑弗瑞（Jeffrey）。威爾森的興趣包括學習外語、花式滑冰和藝術。她曾擔任埃姆斯花式滑冰俱樂部主席約五年。1995年起，她開始製作摺紙“紙被子”，並對其他類型的組合式摺紙表現出濃厚的興趣。

## 延伸閱讀
- Shearer, Benjamin F; Shearer, Barbara Smith. . Westport, Connecticut: Greenwood Press. 1997. ISBN 0313293031.
- Oakes, Elizabeth. . . New York,NY: Info base Publishing. 2007: 774. ISBN 978-0-8160-6158-7.